# Sidney M. Aronovitz
Sidney Myer Aronovitz (* 20. Juni 1920 in Key West, Florida; † 8. Januar 1997 in Miami, Florida) war ein US-amerikanischer Jurist und Politiker. Nach seiner Berufung durch Präsident Gerald Ford fungierte er von 1976 bis 1988 als Bundesrichter am Bundesbezirksgericht für den südlichen Distrikt von Florida.

## Werdegang
Nach seinem Schulabschluss besuchte Sidney Aronovitz die University of Florida in Gainesville, an der er 1942 den Bachelor of Arts erwarb. Anschließend wurde er 1943 am College of Law dieser Universität zum Juris Doctor promoviert. Von 1943 bis 1946 diente er in der US Army und stieg bis zum Captain auf. Für seinen Dienst wurde er mit dem Bronze Star ausgezeichnet. Nach seinem Abschied vom Militär praktizierte er in Miami als Rechtsanwalt. In diesem Beruf war er bis 1976 tätig. Während dieser Zeit war er auch kommunalpolitisch aktiv und gehörte von 1962 bis 1966 der City Commission, der Stadtregierung von Miami, an. Im Jahr 1965 amtierte er als Vize-Bürgermeister und damit als Stellvertreter von Bürgermeister Robert King High.
Am 4. August 1976 wurde Aronovitz durch Präsident Ford als Nachfolger von William O. Mehrtens zum Richter am United States District Court for the Southern District of Florida ernannt. Nach der Bestätigung durch den US-Senat, die am 17. September desselben Jahres erfolgte, konnte er vier Tage darauf sein Amt antreten. Am 31. Oktober 1988 trat er in den Senior Status über und ging damit faktisch in den Ruhestand. Sein Sitz fiel an Donald L. Graham. Aronovitz war danach noch von 1989 bis 1992 als Richter am United States Foreign Intelligence Surveillance Court tätig. Er verstarb am 8. Januar 1997 in Miami. Im Jahr 2009 wurde das Gerichtsgebäude in Key West, in dem das Bezirksgericht für den südlichen Distrikt von Florida tagt, in das Sidney M. Aronovitz United States Courthouse umbenannt.